# Мужская сборная Бенина по баскетболу
Мужская сборная Бенина по баскетболу — национальная команда по баскетболу, представляющая Бенин на международных соревнованиях. Управляется Федерацией баскетбола Бенина.

## История
Сборная Бенина по баскетболу никогда не участвовала в летних Олимпийских играх и чемпионатах мира. 
В финальных этапах континентальных соревнований местные баскетболисты участвовали только раз: в 1974 году сборная Дагомеи играла на чемпионате Африки в Банги. На групповом этапе бенинские баскетболисты выиграли у Сомали (72:59), проиграли Тунису (64:82), Мали (49:89), Сенегалу (70:114) и Того (60:86), заняв 9-е место.
В финальных турнирах Всеафриканских (Африканских) игр бенинцы не участвовали ни разу, не сумев преодолеть отборочный этап.
В 2017 году главным тренером сборной Бенина по баскетболу стала Бриджит Аффидоум Тонон. Она стала первой женщиной, которая возглавляла мужскую сборную африканской страны.

## Результаты выступлений

### Чемпионат Африки
- 1974 — 9-е место